# Leque (arma)

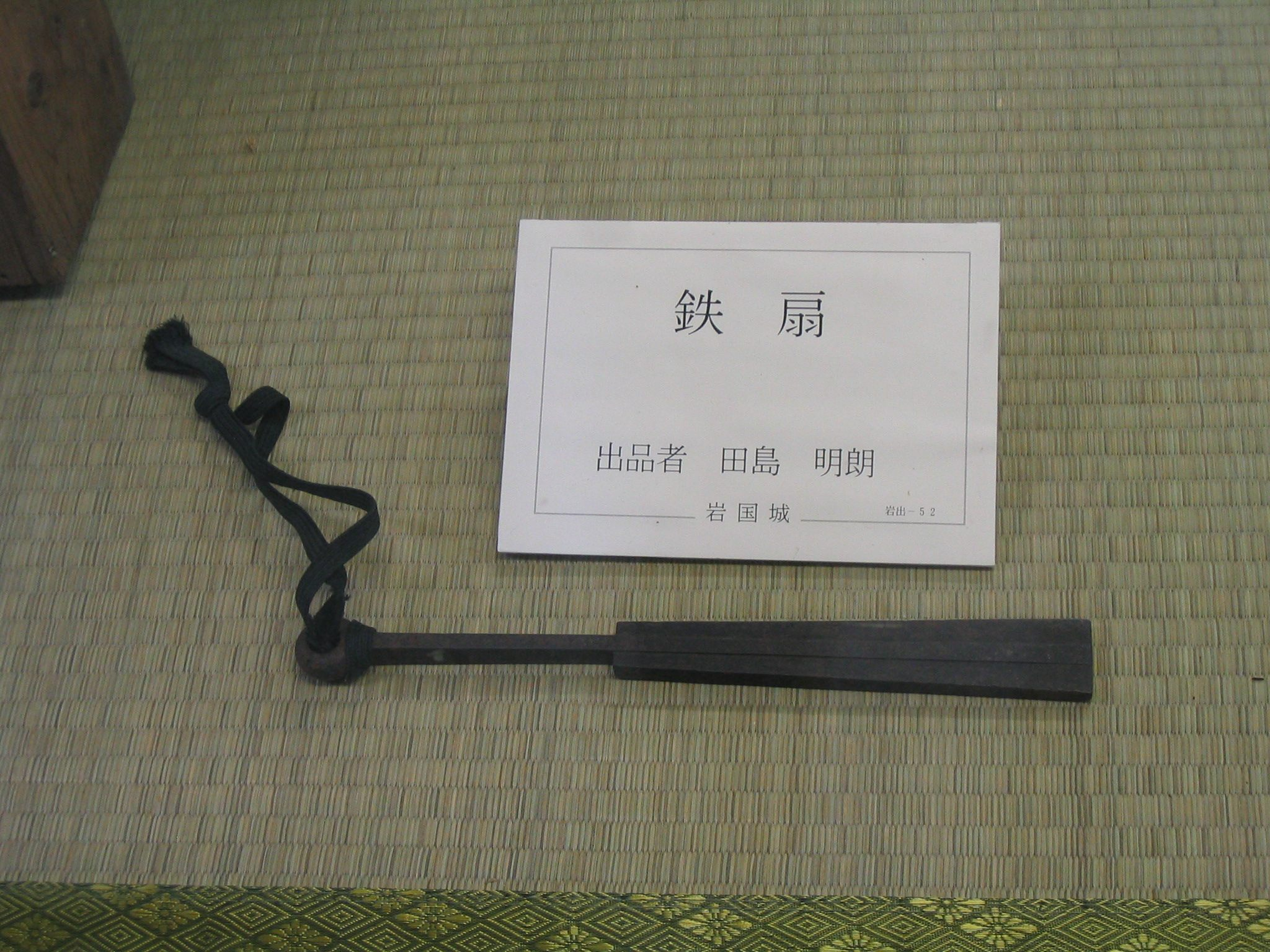
Uma arma japonesa contundente feita para ser semelhante a um leque fechado. É inteiriço, não pode ser dobrado ou aberto. Feito de metal ou madeira.

Os leques foram muito utilizados como instrumentos de ataque e defesa por praticantes de artes marciais da China, do Japão e da Coreia.
São conhecidos como  (铁扇) tiě shān, (literalmente, 'leque de aço') em idioma chinês, Tessen em japonês e (부채) "Buchae" em coreano. Como uma arma, é feito com hastes de metal afiadas na ponta e seda endurecida. Fechado, pode ser usado como um pequeno punhal e aberto pode ser usado para "esfaquear" o oponente. É normalmente considerado uma arma de kung fu.

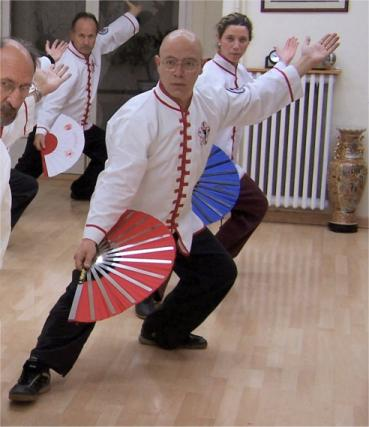
Prática de Tai Chi Chuan com Leque.

Apesar de atualmente os leques serem mais conhecidos como objetos de decoração, ainda são utilizados como instrumentos em treinos de artes marciais como o Tai Chi Chuan.
São também utilizados em artes marciais como o Ninjutsu.
Na cultura popular, é usado como arma pelas personagens de jogos de luta como a princesa edeniana Kitana (de Mortal Kombat), a lutadora Mai Shiranui (de Fatal Fury e The King Of Fighters), Temari (de Naruto), A Viúva (de Shadow Fight 2) e Sacerdotisa Lin (de Grand Chase). O leque também é a arma principal das Guerreiras de Kyoshi, na série de televisão animada Avatar: The Last Airbender.